# Lispocephala monochaitis
Lispocephala monochaitis är en tvåvingeart som beskrevs av Xue, Wang och Zhang 2006. Lispocephala monochaitis ingår i släktet Lispocephala och familjen husflugor. Inga underarter finns listade i Catalogue of Life.